# Stausee Solis
Der Stausee Solis ist ein Stausee an der Albula unterhalb von Alvaschein im Schweizer Kanton Graubünden. Der See mit einer Fläche von 24 ha gehört zu den Kraftwerken Mittelbünden. Wegen der starken Verlandung wurde der See 2012 mit einem Umleitstollen für Geschiebe versehen.

## Geschichte
Der Stausee wurde vom Herbst 1982 bis im Frühjahr 1986 als Tagesspeicher für die Kraftwerke Sils⊙ und Rothenbrunnen⊙ gebaut. Die Kosten betrugen ca. 25 Mio. SFr., auf der Baustelle waren etwa 40 Arbeiter im Zweischichtbetrieb beschäftigt. Die Staumauer ersetzte das alte Flusswehr Nisellas, das zuvor als Einlaufbauwerk des Kraftwerks Rothenbrunnen gedient hatte.
Bis 2012 ging etwa die Hälfte des Speichervolumens von 4,1 Millionen Kubikmetern durch Verlandung verloren, weil die Albula jährlich etwa 80 000 m³ Geschiebe im Stausee ablagert. Obwohl jährlich etwa 25 000 m³ durch das lokale Kieswerk ausgebaggert wurden, musste eine andere Lösung gesucht werden, weil die Grundablässe der Staumauer zu verstopfen drohten. Für 37 Mio. SFr. wurde ein 968 m langer Geschiebeableitstollen gebaut, der 2012 in Betrieb ging.

Anlageschema Kraftwerke Mittelbünden
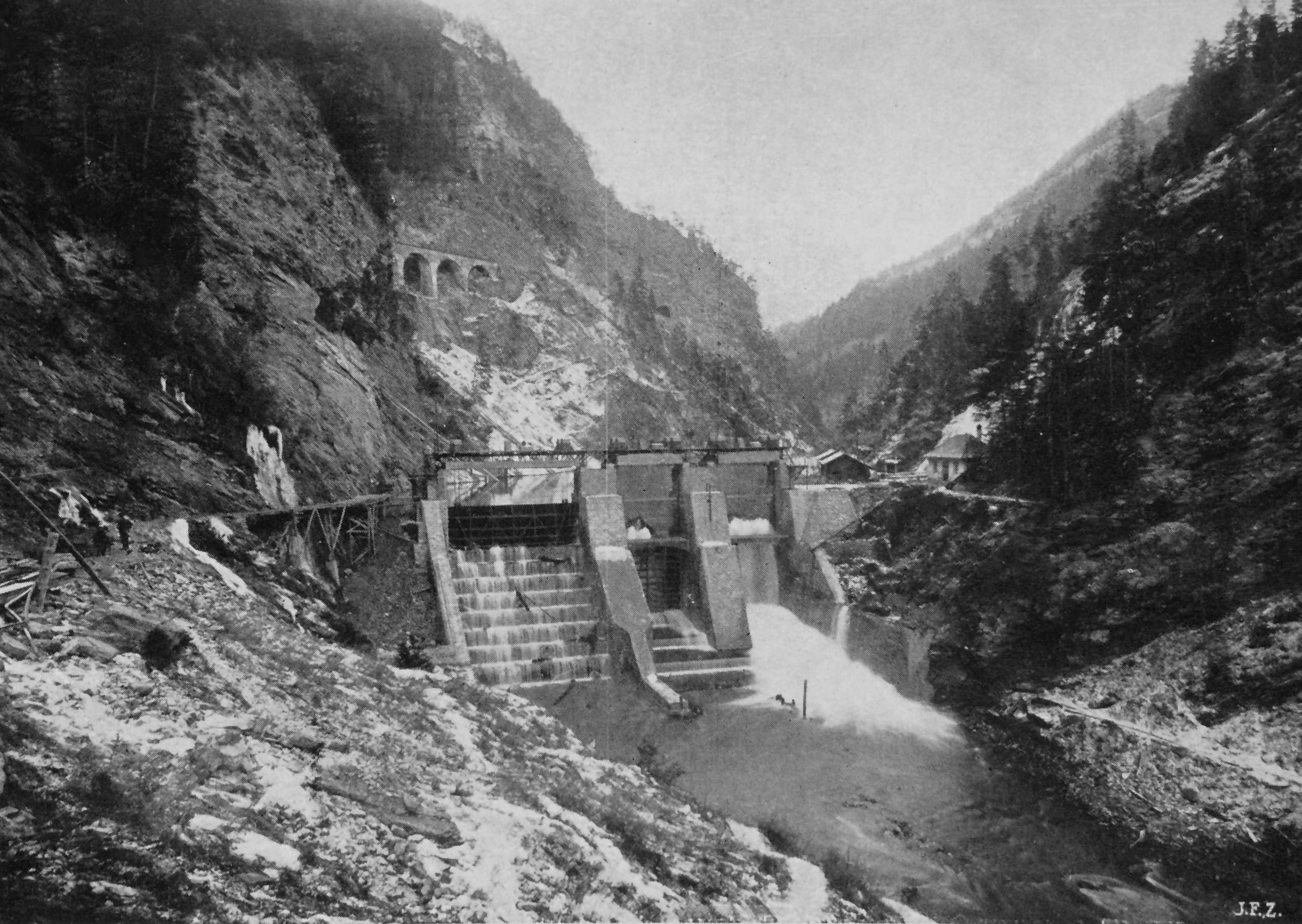
Stauwehr Nisellas, das vor dem Aufstau abgebrochen wurde
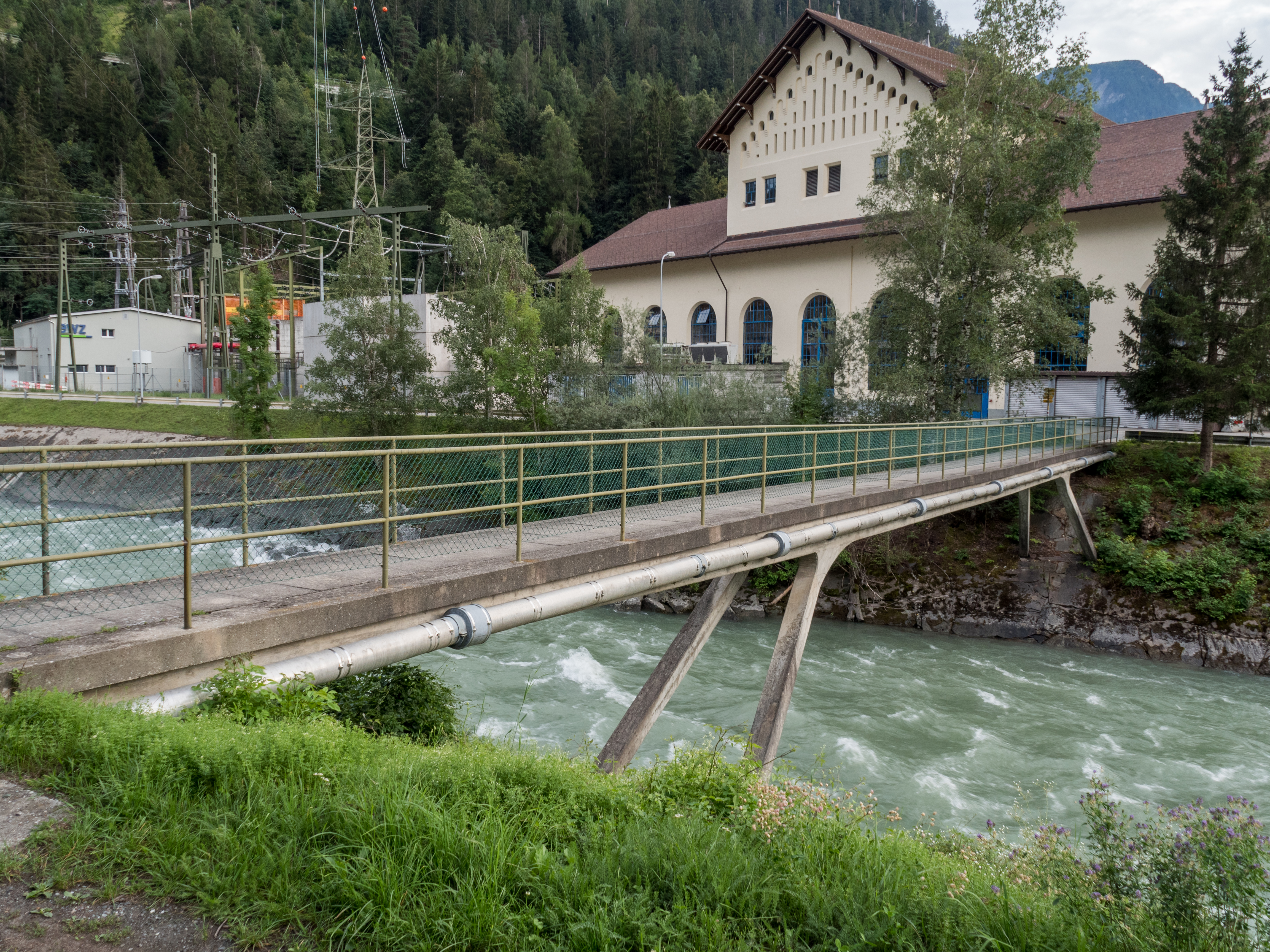
Maschinenhaus Sils (EWZ)